# Foobar2000
Фубар2000 (енгл. foobar2000) је фривер аудио плејер за Windows, iOS и Android који је развио Питер Павловски. Познат је по свом модуларном дизајну, ширини функција и широкој флексибилности корисника у конфигурацији. На пример, кориснички интерфејс је потпуно прилагодљив. Његов велики програмски развојни пакет (SDK) омогућава произвођачима трећих страна довољно снаге да потпуно замене интерфејс.

## Карактеристике

### Core
У основи, Фубар подржава различите аудио формате, укључујући MP1], MP2, MP3, MPC, AAC, WMA, Ogg Vorbis, FLAC / Ogg FLAC, ALAC, WavPack, WAV, AIFF, AU, SND, CD, Speex, и Opus.
Фубар такође има прилагодљив кориснички интерфејс, напредне могућности означавања и подршку за копирање Аудио CD-ова, као и транскодирање свих подржаних аудио формата помоћу компоненте конвертер. Плејер може читати унутар ZIP, GZIP, 7z и RAR архива. Core функционалност такође је тестирана да ради под Вине-ом на Linux-у.
Додатне функције укључују ReplayGain подршку (и за репродукцију и за рачунање), без репродукције, пречице на тастатури и подршка за DSP ефекте као што су изједначавање и crossfade.
Корисници могу да конфигуришу Фубар Media Library са аутоматским прегледом фасцикли Windows Media streaming. Клијент је изграђен са архитектуром отворене компоненте, омогућавајући програмерима трећих страна да прошире функционалност играча.

### Споредно
Друге опционе функције укључују статистику репродукције, пулсирање CD-а, стреаминг кернела, АСИО подршку и компатибилност са излазом ВАСАПИ-а. Подршка треће стране је такође присутна у аудио клијенту. На пример, Фубар подржава last.fi сцробблинг и интеграцију са Apple iPod-ом, укључујући подршку за уметничке слике и аутоматско транскодирање аудио формата које iPod није подржао.